# دره سوسامیر
دره سوسامیر (به لاتین: Suusamyr Valley) یک دره در قرقیزستان است.